# كريستينا فيشر (لاعبة تنس الطاولة)
كريستينا فيشر (بالألمانية: Christina Fischer)‏ هي لاعبة تنس الطاولة ألمانية، ولدت في 29 سبتمبر 1973 في فيشتاخ في ألمانيا.